# Helge Sjövall
Helge Sigurd Sjövall, född 18 november 1904 i Ljungby, död 11 september 1972 i Örebro, var en svensk läkare och ortoped.
Efter studentexamen i Växjö 1923 studerade Sjövall vid Lunds universitet och blev medicine kandidat 1927, medicine licentiat 1931 och medicine doktor 1936. Efter förordnanden i histologi, anatomi, kirurgi och ortopedi var han docent i ortopedi vid Lunds universitet 1942–1945 och vid Karolinska Institutet 1945–1947, tillförordnad överläkare vid ortopediska kliniken och lärare i ortopedi i Lund 1943–1945, förste underläkare vid Vanföreanstalten i Stockholm 1945–1947 samt extra läkare vid ortopediska avdelningen på Centrallasarettet i Örebro 1947. Från 1948 var Sjövall lasarettsläkare vid Centrallasarettet i Örebro. Fram till början av 1950-talet publicerade han ett trettiotal skrifter inom histologi, patologi och ortopedi. Sjövall blev riddare av Nordstjärneorden 1960.
Helge Sjövall var son till lasarettsläkaren Sigurd Sjövall och brorsons son till Hjalmar Sjövall.